# Тотнис
Тотнѐс (на английски: Totnes) е град в югоизточната част на област Девън, Югозападна Англия. Той е административен и стопански център на община Саут Хамс. Населението на града към 2001 година е 7444 жители.

## География
Тотнес е разположен по поречието на река Дарт на около 35 километра южно от главния град на областта – Ексетър и на около 300 километра югозападно от Лондон.
На 10 километра в източна посока се намира бреговата линия в района на община Торбей към „английския канал“ известен и с името Ла Манш.